# محمد أبو زهرة
محمد أحمد مصطفى أحمد المعروف بأبي زهرة (1316- 1394 هـ / 1898- 1974 م) عالم مصري، وباحث كاتب، من كبار علماء الشريعة الإسلامية والقانون في القرن العشرين.

محمد أبو زهرة في حديث مع معروف الدواليبي، والشيخ المنتصر الكتاني، ويقف عن يساره محمد المبارك

## نشأته ودراسته
وُلِدَ محمد في المحلة الكبرى التابعة لمحافظة الغربية بمصر، في 6 ذي القعدة 1316 هـ، الموافق 29 مارس (آذار) 1898م، فدفعت به أسرته إلى أحد الكتاتيب التي كانت منتشرةً في أنحاء مصر تُعلِّم الأطفال وتُحفِّظهم القرآن، وقد حفظه الطفل النابه، وأجاد تعلُّم مبادئ القراءة والكتابة، ثم انتقل إلى الجامع الأحمدي بمدينة طنطا، وكان إحدى منارات العلم في مصر، تمتلئ ساحاته بحلقات العلم التي يتصدَّرها فحول العلماء، وكان يُطلق عليه الأزهر الثاني؛ لمكانته الرفيعة.
سيطرت عليه روح احترام الحرية والتفكير، وكره السيطرة والاستبداد، وقد عبَّر أبو زهرة عن هذا الشعور المبكِّر في حياته بقوله: ولما أخذت أشدو في طلب العلم وأنا في سنِّ المراهقة كنت أفكِّر: لماذا يوجد الملوك؟ وبأيِّ حق يستعبدُ الملوك الناس؟ فكان كبر العلماء عندي بمقدار عدم خُضوعهم لسيطرة الخديوي الذي كان أمير مصر في ذلك الوقت.
انتقل الشيخ أبو زهرة بعد ثلاث سنوات من الدراسة بالجامع الأحمدي إلى مدرسة القضاء الشرعي سنة 1335هـ - 1916م بعد اجتيازه اختبارًا دقيقًا كان هو أوَّل المتقدِّمين فيه على الرغم من صغر سنه عنهم وقصر المدَّة التي قضاها في الدراسة والتعليم، وكانت المدرسة التي أنشأها محمد عاطف بركات تعدُّ خرِّيجها لتولِّي مناصب القضاء الشرعي في المحاكم المصرية، ومكث أبو زهرة في المدرسة ثماني سنوات يُواصل حياته الدراسية في حتى تخرَّج فيها سنة 1343هـ - 1924م، حاصلاً على عالمية القضاء الشرعي، ثم اتَّجه إلى دار العلوم ليَنال معادلتها سنة 1346هـ ـ1927م، فاجتمع له تخصُّصان قويَّان لا بُدَّ منهما لمن يريدُ التمكُّن من علوم الإسلام.

## مناصبه
بعد تخرُّجه عمل في ميدان التعليم ودرس العربية في المدارس الثانويَّة، ثم اختير سنة 1352هـ - 1933م للتدريس في كلية أصول الدين، وكلف بتدريس مادَّة الخطابة والجدل، فألقى محاضرات ممتازة في أصول الخطابة، وتحدَّث عن الخطباء في الجاهلية والإسلام، ثم كتب مؤلفًا عُدَّ الأول من نوعه في اللغة العربية، حيث لم تفرد الخطابة قبله بكتابٍ مستقل.
لمَّا ذاع فضل المدرس الشاب وبراعته في مادَّته اختارته كلية الحقوق المصرية لتدريس مادة الخطابة بها، وبعد مدَّةٍ وجيزة عهدت إليه الكلية بتدريس مادَّة الشريعة الإسلامية، فزامل في قسم الشريعة عددًا من أساطين العلماء؛ مثل: أحمد إبراهيم، وأحمد أبي الفتح، وعلي قراعة، وفرج السنهوري، وكان وجود مثل هؤلاء معه يزيد المدرس الشاب دأبًا وجدَّة في الدرس والبحث؛ حتى يرتقي إلى صفوفهم ومكانتهم الرفيعة.
تدرَّج أبو زهرة في كلية الحقوق التي شهدت أخصب حياته الفكرية حتى ترأَّس قسم الشريعة، وشغل منصب الوكالة فيها، وأُحيل إلى التقاعد سنة 1377هـ - 1958م، وبعد صدور قانون تطوير الأزهر اختير الشيخ أبو زهرة عضوًا في مجمع البحوث الإسلامية سنة 1382هـ - 1962م، وهو المجمع الذي أُنشِئ بديلاً عن هيئة كبار العلماء، وإلى جانب هذا كان الشيخ من مؤسِّسي معهد الدراسات الإسلامية بالقاهرة، وكان يُلقي فيه محاضراته في الشريعة الإسلامية دون أجرٍ، وكان هذا المعهد قد أُنشِئ لمن فاتَتْه الدراسة في الكليَّات التي تُعنَى بالدراسات العربية والشرعية، فالتحق به عددٌ كبير من خرِّيجي الجامعات الراغبين في مثل هذه الدراسات.

## الإنتاج العلمي
كتب الشيخ أبو زهرة مؤلفات كثيرة؛ حيث تناول الملكية، ونظرية العقد، والوقف وأحكامه، والوصية وقوانينها، والتركات والتزاماتها، والأحوال الشخصية في مؤلفات مستقلة.
كما تناول ثمانية من أئمة الإسلام وأعلامه الكبار بالترجمة المفصَّلة التي تُظهِرُ جهودهم في الفقه الإسلامي في وضوحٍ وجلاء، وهم: أبو حنيفة، ومالك، والشافعي، وأحمد بن حنبل، وزيد بن علي، وجعفر الصادق، وابن حزم، وابن تيمية. وأفرد لكلِّ واحد منهم كتابًا مستقلاًّ في محاولة رائدة ترسم حياتهم العلمية، وتُبرز أفكارهم واجتهاداتهم الفقهية، وتعرض لآثارهم العلمية التي أثَّرت في مسيرة الفقه الإسلامي.
إلى جانب الفقه وقضاياه كان لأبي زهرة جهودٌ طيبة في التفسير والسيرة؛ فكان يفسر القرآن في أعداد مجلة "لواء الإسلام"، وأصدر كتابًا جامعًا بعنوان «المعجزة الكبرى» تناول فيه قضايا نزول القرآن وجمعه وتدوينه وقراءته ورسم حروفه وترجمته إلى اللغات الأخرى. ختَم حياته بكتابه «خاتم النبيين» تناول فيه سيرةَ نبي الإسلام معتمدًا فيه على أوثق المصادر التاريخية، وكتب السُّنَّة المعتمدة، وقد طُبِعت هذه السيرة في ثلاثة مجلدات.

## جهاده الفكري ومواقفه
كان أبو زهرة من أعلى الأصوات التي تُنادي بتطبيق الشريعة الإسلاميَّة في الحياة، وقرَّر أنَّ القرآن أمَر بالشورى؛ ولذا يجب أنْ يُختار الحاكم المسلم اختيارًا حرًّا؛ فلا يتولَّى أي سلطان حاكمًا إلا بعد أنْ يُختار بطريقة عادلة، وأنَّ اختيار الحكام الصالحين هو السبيل الأمثل لوقاية الشريعة من عبث الحاكمين، وكل تهاون في ذلك هو تهاونٌ في أصل من أصول الإسلام.
وقف أبو زهرة أمام قضية «الربا» موقفًا حاسمًا، وأعلن عن رفضه له ومحاربته بكلِّ قوَّة، وكشف بأدلَّة علمية فساد نظرية الربا وعدم الحاجة إليها، وأنَّ الإسلام حرَّم الربا حمايةً للمسلمين ولمجتمعهم. رأى بعض مَن لا علم لهم بالشريعة يكتبون في الصحف بأنَّ من الصحابة مَن كان يترك العمل بالنص إلى رأيه الخاص الذي اجتهد فيه إذا اقتضت المصلحة ذلك، واستشهدوا على ذلك بوقائع لعمر بن الخطاب  حين أبطل العمل بحدِّ السرقة في عام الرمادة؛ فقام الشيخ بجلاء هذا الموقف، وبيَّن أنَّ المصلحة تعتمد على النص وترجع إليه، وأنَّ القول دونما نص أو قاعدة كليَّة إنما هو قول بالهوى؛ فأصول الفقه تستندُ على أدلَّة قطعية، وأنَّه لا يجوز أنْ يعتمد على العقل في إثبات حكم شرعي، وأنَّ المعول عليه في إثبات الأحكام الشرعية هو النصوص النقلية، وأنَّ العقل مُعِين له، وأبان الشيخ اليقظ أنَّ عمر بن الخطاب وأمثاله من مجتهدي الصحابة لم يترُكوا العمل بالنص، وإنما فهموه فهمًا دقيقًا دون أنْ يبتعدوا عنه.

## مؤلفات الإمام الشيخ محمد أبو زهرة
اشتهر الشيخ «أبوزهرة» بالفكر الحر في عرض قضايا الإسلام. سافر إلى كثير من بلاد العالم الإسلامي محاضرا ومشاركا في المؤتمرات. وقد ألف أكثر من 30 كتاب، وهي:
- خاتم النبيين (3 مجلدات).
- المعجزة الكبرى - القرآن الكريم.
- تاريخ المذاهب الإسلامية (جزءان في مجلد واحد).
- العقوبة في الفقه الإسلامي.
- الجريمة في الفقه الإسلامي.
- الأحوال الشخصية.
- أبو حنيفة - حياته وعصره - آراؤه وفقهه.
- مالك - حياته وعصره - آراؤه وفقهه.
- الشافعي - حياته وعصره - آراؤه وفقهه.
- ابن حنبل - حياته وعصره - آراؤه وفقهه.
- الإمام زيد - حياته وعصره - آراؤه وفقهه.
- ابن تيمية - حياته وعصره - آراؤه وفقهه.
- ابن حزم - حياته وعصره - آراؤه وفقهه.
- الإمام الصادق - حياته وعصره - آراؤه وفقهه.
- أحكام التركات والمواريث.
- علم أصول الفقه.
- محاضرات في الوقف.
- محاضرات في عقد الزواج وآثاره.
- الدعوة إلى الإسلام.
- مقارنات الأديان.
- محاضرات في النصرانية.
- تنظيم الإسلام للمجتمع.
- في المجتمع الإسلامى.
- الولاية على النفس.
- الملكية ونظرية العقد.
- الخطابة (أصولها - تاريخها في أزهى عصورها عند العرب).
- تاريخ الجدل.
- تنظيم الأسرة وتنظيم النسل.
- شرح قانون الوصية.
- الوحدة الإسلامية.
- العلاقات الدولية في الإسلام.
- التكافل الإجتماعى في الإسلام.
- المجتمع الإنسانى في ظل الإسلام.
- المیراث عند الجعفریة
- تفسير زهرة التفاسير حتى الآية 73 من سورة النمل.

## بحوث الإمام الشيخ محمد أبو زهرة
بجانب أشهر المؤلفات والموسوعات الإسلامية التي تزيد عن الأربعيين فقد كانت له الكثير من البحوث في العديد من المجلات العلمية والاجتماعية: مجلة القانون والاقتصاد، ومجلة المسلمون، ومجلة حضارة الإسلام، ومجلة القانون الدولى، وكتاب أسبوع الفقه الإسلامى، وكتاب أسبوع القانون والعلوم السياسية، ومجلة الأزهر، ومجلة العربى، والعديد من المجلات بمختلف الدول العربية. وكذلك عدد لايحصى من الأحاديث الصحفية كان يرد بها على المهاجمين للإسلام وللدفاع عن قوانين الأحوال الشخصية.

## وفاته
عقد الإمام محمد أبو زهرة في أواخر عام 1973 وأوائل عام 1974 العديد من الندوات والاجتماعات بجامعة القاهرة والإسكندرية وفي جمعية الشبان المسلمين لمحاربة التعدي على الشريعة الإسلامية، وكانت له صولات وجولات في مجمع البحوث الإسلامية والأزهر بخصوص تحديد النسل وتقييد تعدد الزوجات والطلاق في مشروع قانون الأحوال الشخصية لوزارة الشئون الاجتماعية، وقرر فضيلة الإمام إقامة مؤتمر شعبي لمناقشة هذا الأمر في سرادق كبير في شارع العزيز بالله أمام منزله بضاحية الزيتون، أقامه الإمام على نفقته الخاصة وقام فضيلته بمعاينة المكان وإنشاء السرادق مبكرا في صباح يوم الجمعة 12/ 4/ 1974 ثم عاد إلى حجرة المكتب بالدور العلوي وشرع في إكمال تفسير سورة النمل حتى أذان الظهر، وأثناء نزول فضيلته حاملا القلم والمصحف مفتوحا على آخر ما وصل إليه في التفسير وأيضا الورق الذي به ما كتب من التفسير تعثر وسقط ساجدا على المصحف وعلى أوراق التفسير، ثم فاضت روحه إلى بارئها أثناء آذان المغرب.